# Mensa España
Mensa España es una asociación de superdotados. Forma parte de Mensa Internacional y tiene sus mismas finalidades y objetivos.

## Historia
La asociación se fundó en 1984 como delegación de Mensa Internacional en España. Fue creada con unas pocas decenas de socios y tuvo un crecimiento muy lento en sus primeros años. Entre 1999 y 2003 experimentó un impulso en su número de socios, cuando pasó de 250 a más de 1000 gracias, sobre todo, a algunos reportajes sobre superdotación emitidos en varias cadenas generalistas de televisión. Desde entonces, la asociación ha tenido un aumento desigual sin llegar a disminuir. Actualmente (2025) cuenta con alrededor de 3.400 socios.

## Organización
Mensa España está presente en todo el territorio nacional y cuenta con socios en prácticamente todas las provincias. Su funcionamiento se rige por unos estatutos de acuerdo con la vigente Ley de Asociaciones. La dirige una junta directiva de ocho miembros que se renueva cada dos años, elegida por todos los socios con derecho a voto.

### Presidentes
- Antonio Casao (1984—1988)
- Josep Maria Albaigès (1988—1993)
- Xavier Bellés (1993—1999)
- Carlos Sala (1999—2003)
- Javier García Algarra (2003—2007)
- Javier Achirica (2007—2011)
- Mila Espido (2011—2013)
- Elena Sanz (2013—2016)
- Fernando Gastón (2016)
- Carlos Cejudo (2016—2019)
- Vacante (2019—2020)
- Javier González Recuenco (2020—2023)
- Miguel Á. Juan (2023—)

### Vicepresidentes honorarios
- Josep Maria Albaigès (†)
- Antonio Casao (†)

## Actividades presenciales

### RAM
El principal encuentro social de Mensa España es la RAM (siglas de Reunión Anual de Mensa). Se celebra a principios de diciembre, aprovechando el puente de la Constitución y dura entre tres y cinco días. Se celebra desde el nacimiento de la asociación y el número de asistentes ha ido creciendo de manera progresiva en paralelo al de asociados, llegando a superar los 300 desde 2017 y los 500 desde 2024.
| Edición | Año  | Lugar                               | Asistentes |
| ------- | ---- | ----------------------------------- | ---------- |
| 1.ª     | 1984 | Madrid                              |            |
| --      | 1985 | No se celebró                       | --         |
| 2.ª     | 1986 | Madrid                              | ca. 20     |
| 3.ª     | 1987 | Barcelona                           |            |
| 4.ª     | 1988 | Zaragoza                            |            |
| 5.ª     | 1989 | San Lorenzo de El Escorial (Madrid) |            |
| 6.ª     | 1990 | Bilbao                              |            |
| 7.ª     | 1991 | Albacete                            |            |
| 8.ª     | 1992 | Villanueva y Geltrú (Barcelona)     |            |
| 9.ª     | 1993 | Sitges (Barcelona)                  |            |
| 10.ª    | 1994 | Zaragoza                            |            |
| 11.ª    | 1995 | Madrid                              |            |
| 12.ª    | 1996 | Olite (Navarra)                     |            |
| 13.ª    | 1997 | Valencia                            | 8          |
| 14.ª    | 1998 | Las Palmas de Gran Canaria          |            |
| 15.ª    | 1999 | Benidorm (Alicante)                 | 52         |
| 16.ª    | 2000 | Granada                             | 70         |
| 17.ª    | 2001 | Siero (Asturias)                    | 130        |
| 18.ª    | 2002 | Salou (Tarragona)                   | 185        |
| 19.ª    | 2003 | Mazarrón (Murcia)                   |            |
| 20.ª    | 2004 | Irún (Guipúzcoa)                    | 210        |
| 21.ª    | 2005 | Valladolid                          |            |
| 22.ª    | 2006 | Tosa de Mar (Gerona)                | 135        |
| 23.ª    | 2007 | Los Ángeles de San Rafael (Segovia) | 158        |
| 24.ª    | 2008 | Lérida                              | 140        |
| 25.ª    | 2009 | Marbella (Málaga)                   | 114        |
| 26.ª    | 2010 | La Coruña                           |            |
| 27.ª    | 2011 | Castelldefels (Barcelona)           | 172        |
| 28.ª    | 2012 | Alcobendas (Madrid)                 | 201        |
| 29.ª    | 2013 | Burgos                              | 144        |
| 30.ª    | 2014 | Albacete                            | 184        |
| 31.ª    | 2015 | Sevilla                             | 216        |
| 32.ª    | 2016 | Valencia                            | 263        |
| 33.ª    | 2017 | Santander                           | 306        |
| 34.ª    | 2018 | San Fernando (Cádiz)                | 353        |
| 35.ª    | 2019 | Bilbao                              | 298        |
| 36.ª    | 2020 | Online (*)                          | ca. 250    |
| 37.ª    | 2021 | Gandía (Valencia)                   | 371        |
| 38.ª    | 2022 | Benidorm (Alicante)                 | 371        |
| 39.ª    | 2023 | Lloret de Mar (Gerona)              | 365        |
| 40.ª    | 2024 | Zaragoza                            | 573        |
| 41.ª    | 2025 | San Juan de Aznalfarache (Sevilla)  |            |

 (*) Organizada en la plataforma Discord a causa de la crisis de la COVID-19

### Reuniones regionales
A raíz del incremento de la masa social de la asociación surgieron encuentros similares de carácter anual a similitud de la RAM, pero de ámbito regional. En ellos participan principalmente socios de la zona, pero también del resto del Estado.
- La TAM (Trobada Anual de Mensa), en Cataluña desde 2003.[15]
- La RANA (Reunión Anual de Navarra y Aragón), en Navarra y Aragón, alternativamente, desde 2006.
- La Sidrería, en Guipúzcoa, desde 2012.
- Las Migas, en Castilla-La Mancha, desde 2012.
- La Ramdalus, en Andalucía, desde 2013.
- La CAN (Carallada Anual do Noroeste), en Galicia, desde 2016.
- La Bellotá, en Extremadura, desde 2017.
- La Ranchoa, en Cantabria, desde 2018.
- La RITA (Reunión Interterritorial de la Terreta y Au), en la Comunidad Valenciana, desde 2018.
- La CanaRAM, en Canarias, desde 2018.
- La AMEBA (Agrupación de Mensa Baleares), en Baleares, desde 2018.[16]
- Las Morcillas, en Castilla y León y La Rioja, desde 2019.
- La Entamá, en Asturias, desde 2019.
- La MISA (Madrid Invade Sitios Anualmente), en Madrid, desde 2022.
- La No, Ni, Ná, en Cádiz, desde 2024.

### Reuniones locales
Con mayor frecuencia se realizan las reuniones locales. Se celebran con una frecuencia variable según la cantidad de socios y su actividad. En las ciudades más grandes (especialmente Madrid y Barcelona) el calendario es más estable, mientras que en zonas menos pobladas las reuniones son más espaciadas e irregulares en el tiempo.

## Actividades no presenciales

### GIE
Los GIE (Grupos de Interés Especial) son agrupaciones formadas por los socios de carácter temático según aficiones de los mismos. Suelen organizarse a través de redes sociales. Actualmente Mensa España tiene unos 50 grupos de naturaleza muy diversa.

### Omnia
El Omnia es el principal órgano de comunicación de los socios. Se trata de una revista, en formato papel que existe desde 1984 (año de fundación de la asociación) y ha tenido una frecuencia variable entre mensual y bimestral según épocas. Desde 2011 también se publica en formato electrónico y en 2022 había superado los 250 números publicados.

## Otros datos
Mensa Internacional ha celebrado en España la reunión de su máximo órgano directivo, el IBD (International Board of Directors) en dos ocasiones: Sitges (1993) y Cambrils (2005).
El 8 de mayo de 2014 una representación de la asociación fue recibida en audiencia por la Casa Real española. Dicha representación, formada por varios miembros de la junta directiva del momento y varios expresidentes, fue recibida por la entonces princesa y actual reina, Letizia Ortiz.
El 18 de abril de 2021 socias de la asociación llevaron a cabo una protesta en redes sociales en la que denunciaban machismo interno y permisividad por parte de los órganos directivos de la asociación. La junta directiva respondió con un comunicado en las cuentas oficiales, indicando que estaban trabajando en una nueva normativa de trabajo, aunque en los siguientes días las discusiones continuaron y fueron publicadas en varios medios de comunicación, como Xataka y El Confidencial.